# Велоспорт на літніх Олімпійських іграх 2012 — командна гонка переслідування (чоловіки)
Змагання у командній гонці переслідування з велоспорту серед чоловіків на літніх Олімпійських іграх 2012 пройшли 2-3 серпня в Лондонському велопарку.
Золоту медаль з новим світовим рекордом виграла команда Великої Британії, в складі якої виступали Едвард Кленсі, Джерейнт Томас, Стівен Берк і Пітер Кенно. Австралія посіла друге місце, а Нова Зеландія - третє.

## Формат змагань
Змагання з командної гонки переслідування складалися з заїздів на 4 км між двома командами з чотирьох велогонщиків. Ці команди стартували на протилежних боках треку. Якщо одна команда наздоганяла другу, то гонка закінчувалася.
Спочатку відбувся кваліфікаційний раунд. Вісім найшвидших команд вийшли в перший раунд, із них чотири перші команди змагалися за золоту медаль, а команди, що посіли з п'ятого по восьме місце - за бронзову.
В першому раунді команди, що пройшли кваліфікацію, змагалися між собою таким чином. 1-ша проти 4-ї, 2-га проти 3-ї, переможниці цих заїздів між собою у фіналі за золоту медаль. 5-та проти 8-ї, 6-та проти 7-ї. Потрапляння в бронзовий фінал ґрунтувалося на часі, в нього виходили дві найшвидші команди з шести, які не потрапили в золотий фінал. Також відбулися заїзди за 5-те/6-те і 7-ме/8-ме місця.

## Розклад змагань
Вказано Британський літній час
| Дата                   | Час   | Раунд        |
| ---------------------- | ----- | ------------ |
| Четвер 2 серпня 2012   | 16:42 | Кваліфікація |
| П'ятниця 3 серпня 2012 | 16:18 | Перший раунд |
| П'ятниця 3 серпня 2012 | 17:59 | Фінал        |

## Результати

### Кваліфікація
| Місце | Країна                | Спортсмени                                                         | Результат | Примітки  |
| ----- | --------------------- | ------------------------------------------------------------------ | --------- | --------- |
| 1     | Велика Британія (GBR) | Едвард Кленсі Джерейнт Томас Стівен Берк Пітер Кенно               | 3:52.499  | Q, WR, OR |
| 2     | Австралія (AUS)       | Джек Бобрідж Гленн О'Ші Роан Денніс Майкл Хепберн                  | 3:55.694  | Q         |
| 3     | Нова Зеландія (NZL)   | Сем Б'юлі Веслі Ґау Марк Раян Джессі Сарджент                      | 3:57.607  | Q         |
| 4     | Данія (DEN)           | Лассе Норман Гансен Міхаель Меркев Расмус Квааде Каспер фон Фолсаш | 3:58.298  | Q         |
| 5     | Росія (RUS)           | Євген Ковальов Іван Ковальов Олексій Марков Олександр Сєров        | 3:59.264  | Q         |
| 6     | Іспанія (ESP)         | Пабло Берналь Себастьян Ведрі Давід Хуанеда Альберт Барсело        | 4:02.113  | Q         |
| 7     | Колумбія (COL)        | Хуан Аранго Едвін Авіла Арлес Кастро Веймар Ролдан                 | 4:03.712  | Q         |
| 8     | Нідерланди (NED)      | Леві Гейманс Єннінг Гейзенга Вім Струтінга Тім Вельдт              | 4:03.818  | Q         |
| 9     | Бельгія (BEL)         | Гейс Ван Хукке Домінік Корну Жонатан Дюфран Кенні Де Кетеле        | 4:04.053  |           |
| 10    | Південна Корея (KOR)  | Чхве Син У Джан Сун Дже Пак Кьон У Пак Сон Хо                      | 4:07.210  |           |

### Перший раунд

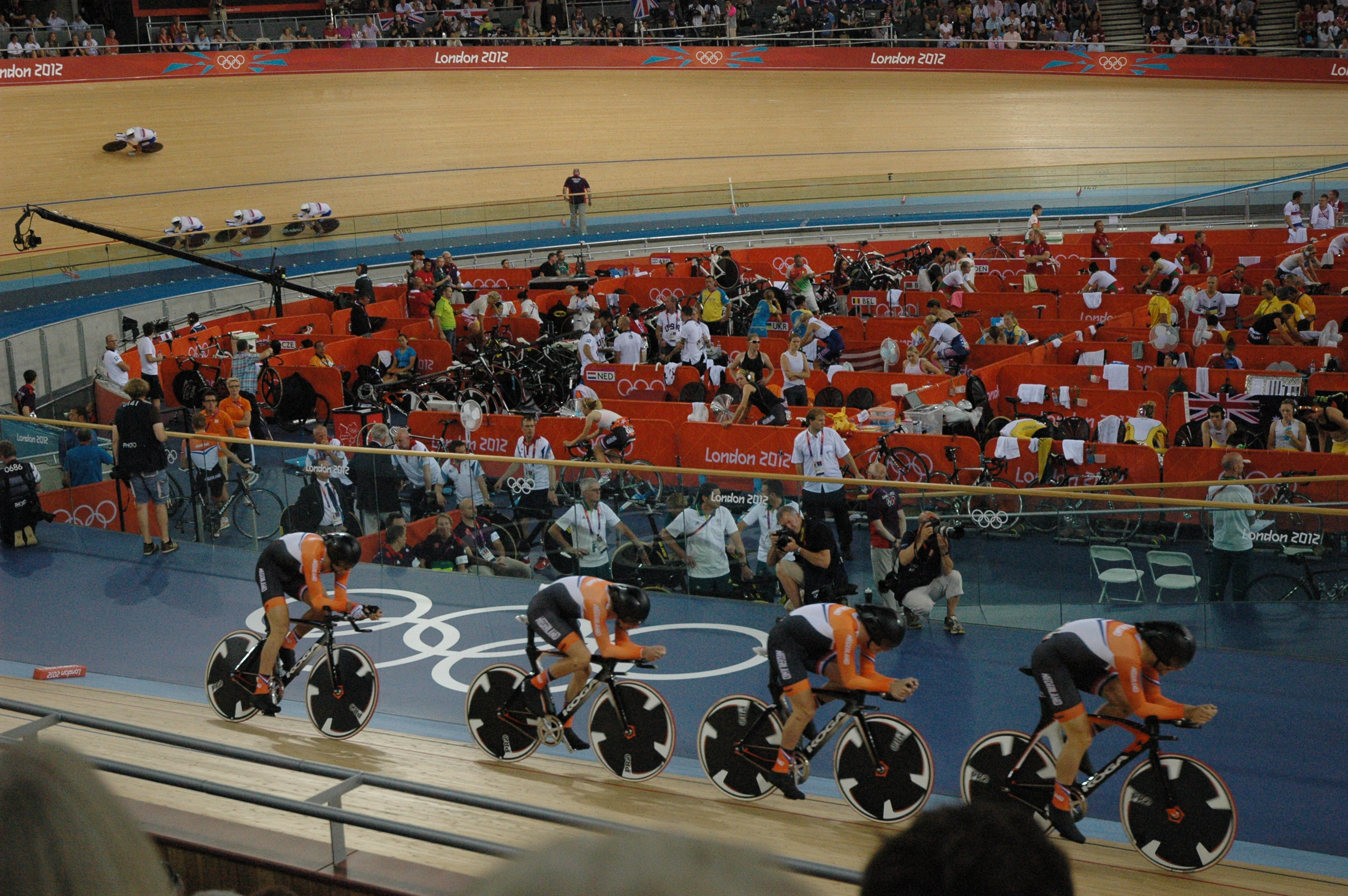
Збірна Нідерландів

| Місце | Заїзд | Країна                | Спортсмени                                                         | Результат | Примітки |
| ----- | ----- | --------------------- | ------------------------------------------------------------------ | --------- | -------- |
| 1     | 4     | Велика Британія (GBR) | Едвард Кленсі Джерейнт Томас Стівен Берк Пітер Кенно               | 3:52.743  |          |
| 2     | 3     | Австралія (AUS)       | Джек Бобрідж Гленн О'Ші Роан Денніс Майкл Хепберн                  | 3:54.317  |          |
| 3     | 3     | Нова Зеландія (NZL)   | Сем Б'юлі Марк Раян Джессі Сарджент Аарон Гейт                     | 3:56.442  |          |
| 4     | 2     | Росія (RUS)           | Євген Ковальов Іван Ковальов Олексій Марков Олександр Сєров        | 3:57.237  |          |
| 5     | 4     | Данія (DEN)           | Лассе Норман Гансен Міхаель Меркев Расмус Квааде Каспер фон Фолсаш | 3:57.396  |          |
| 6     | 1     | Іспанія (ESP)         | Елой Теруель Себастьян Ведрі Давід Хуанеда Альберт Барсело         | 3:59.520  |          |
| 7     | 2     | Нідерланди (NED)      | Леві Гейманс Єннінг Гейзенга Вім Струтінга Тім Вельдт              | 4:04.029  |          |
| 8     | 1     | Колумбія (COL)        | Едвін Авіла Арлес Кастро Кевін Ріос Веймар Ролдан                  | 4:05.485  |          |

### Фінали

#### Фінал за 7-8-ме місця
| Місце | Країна           | Спортсмени                                            | Результат | Примітки |
| ----- | ---------------- | ----------------------------------------------------- | --------- | -------- |
| 7     | Нідерланди (NED) | Леві Гейманс Єннінг Гейзенга Вім Струтінга Тім Вельдт | 4:04.569  |          |
| 8     | Колумбія (COL)   | Едвін Авіла Арлес Кастро Кевін Ріос Веймар Ролдан     | 4:04.772  |          |

#### Фінал за 5-6-те місця
| Місце | Країна        | Спортсмени                                                                   | Результат | Примітки |
| ----- | ------------- | ---------------------------------------------------------------------------- | --------- | -------- |
| 5     | Данія (DEN)   | Міхаель Меркев Матіас Мюллер Нільсен Nielsen Расмус Квааде Каспер фон Фолсаш | 4:02.671  |          |
| 6     | Іспанія (ESP) | Елой Теруель Себастьян Ведрі Давід Хуанеда Альберт Барсело                   | 4:02.746  |          |

#### Фінал за бронзову медаль
| Місце | Країна              | Спортсмени                                                  | Результат | Примітки |
| ----- | ------------------- | ----------------------------------------------------------- | --------- | -------- |
| 3     | Нова Зеландія (NZL) | Сем Б'юлі Марк Раян Джессі Сарджент Аарон Гейт              | 3:55.952  |          |
| 4     | Росія (RUS)         | Євген Ковальов Іван Ковальов Олексій Марков Олександр Сєров | 3:58.282  |          |

#### Фінал за золоту медаль
| Місце | Країна                | Спортсмени                                           | Результат | Примітки |
| ----- | --------------------- | ---------------------------------------------------- | --------- | -------- |
| 1     | Велика Британія (GBR) | Едвард Кленсі Джерейнт Томас Стівен Берк Пітер Кенно | 3:51.659  | WR, OR   |
| 2     | Австралія (AUS)       | Джек Бобрідж Гленн О'Ші Роан Денніс Майкл Хепберн    | 3:54.581  |          |